# آرثر مارشال (سياسي)
آرثر مارشال (بالإنجليزية: Arthur Marshall)‏ هو صحفي ولاعب كرة قدم أسترالية ومعلق رياضي ولاعب كرة مضرب وسياسي أسترالي، ولد في 5 أغسطس 1934 في أستراليا، وتوفي في 7 يونيو 2018. حزبياً، نشط في الحزب الليبرالي الأسترالي. وقد انتخب عضو الجمعية التشريعية لأستراليا الغربية.